# 銀體糙銀漢魚
銀體糙銀漢魚，為輻鰭魚綱銀漢魚目擬銀漢魚科糙銀漢魚屬的其中一種，該物種分布於南美洲哥倫比亞淡水流域，為熱帶魚類，棲息在底中層水域，生活習性不明。